# Programme de recherche en astrogéologie

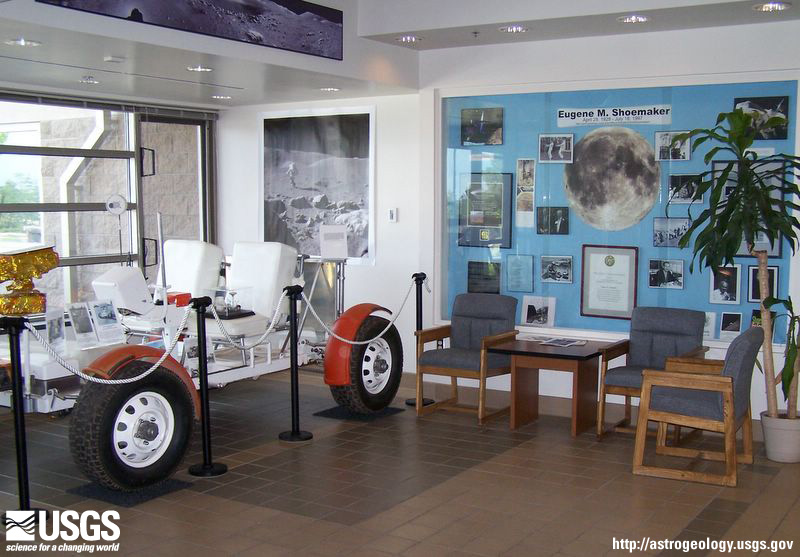
Grover (G-eologic Rover) construit par l'USGS pour former les astronautes d'Apollo sur les terrains d'entraînement près de Flagstaff.

Le Programme de recherche en astrogéologie, officiellement Astrogeology Research Program, est un programme de recherche de l'Institut d'études géologiques des États-Unis concernant la géologie planétaire et la cartographie planétaire des objets du système solaire. Le programme est officiellement situé au "USGS Astrogeology Science Center" à Flagstaff en Arizona. Ce centre fut établi en 1963 par Eugene Merle Shoemaker pour fournir des cartes géologiques de la Lune et aider ainsi à l'entrainement des astronautes du programme Apollo.